# Awwakum Pietrow
Awwakum Pietrow (ros. Аввакум Петров, Аввакум Петрович Кондратьев, Awwakum Pietrowicz Kondratjew) (ur. 1620 lub 1621 we wsi Grigorowo w Kraju Niżnonowogrodzkim, zm. 1682 w Pustoziersku) – rosyjski pisarz, protopop Jurjewca Nadwołżskiego. Przeciwnik siedemnastowiecznych reform liturgicznych patriarchy Nikona. Wraz ze swoimi zwolennikami został spalony na stosie. Przez staroobrzędowców uważany za męczennika. 
Przypisuje mu się 43 dzieła, w tym Żywot – pierwsze rosyjskie dzieło autobiograficzne. Jest również autorem Księgi homilii, Księgi wykładni i pouczeń, Księgi oskarżeń czyli Ewangelii Wiecznej, Opisu i zebrania nauki o Bóstwie i stworzeniu i jak stworzył Bóg człowieka, Supliki, Listów oraz Lamentacji o trzech wyznawczyniach.

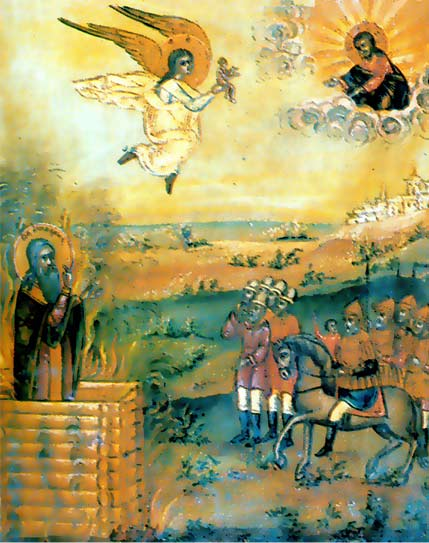
Spalenie na stosie Awwakuma Pietrowa

## Życiorys
Był synem popa i jak ojciec został popem. Początkowo pracował w wiejskiej parafii, po ośmiu latach został wyniesiony do godności protopopa Jurjewca Nadwołżańskiego. W roku 1647 Awwakum przybył do Moskwy, gdzie brał udział w działaniach bratiji, grupy duchownych prawosławnych, dążących do odnowy życia liturgicznego. W 1652, jak i inni członkowie bratiji, poparł Nikona jako kandydata na nowego patriarchę Rusi.
Nikon, po otrzymaniu godności patriarchy, zainicjował szereg reform w rosyjskiej liturgii i teologii, mających na celu przywrócenie zgodności z wzorcami prawosławnego obrządku bizantyńskiego. Działania te skłóciły Awwakuma z Nikonem. Wówczas Awwakum, który zerwał także ze środowiskiem bratiji, wcześniejszy głos poparcia dla Nikona uznał za swój życiowy błąd.
Awwakum i jego zwolennicy stanowczo sprzeciwiali się reformom, uważając je za zniekształcenie Cerkwi rosyjskiej, którą uznawali za prawdziwy Kościół Boży. Protopop twierdził, że Konstantynopol wpadł w ręce tureckie z powodu swoich heretyckich wierzeń. Awwakum był więziony, próbowano pozbawić go święceń kapłańskich, został zesłany do Tobolska, Jenisiejska, a następnie wraz z ekspedycją kolonizacyjną Paszkowa do Daurii we wschodniej Syberii.
Po odsunięciu Nikona od władzy Awwakum mógł koło roku 1664 powrócić do Moskwy, gdzie zamieszkał w domu jednej z największych zwolenniczek starych obrzędów – bojaryni Fieodosiji Morozowej. Jednak jego aktywna działalność na rzecz starej wiary sprawiła, że jeszcze w tym samym roku został zesłany do Pustozierska koło Archangielska, gdzie przetrzymywany był w ziemiance. Został spalony wraz z towarzyszącymi mu wyznawcami w Wielki Piątek roku 1682.

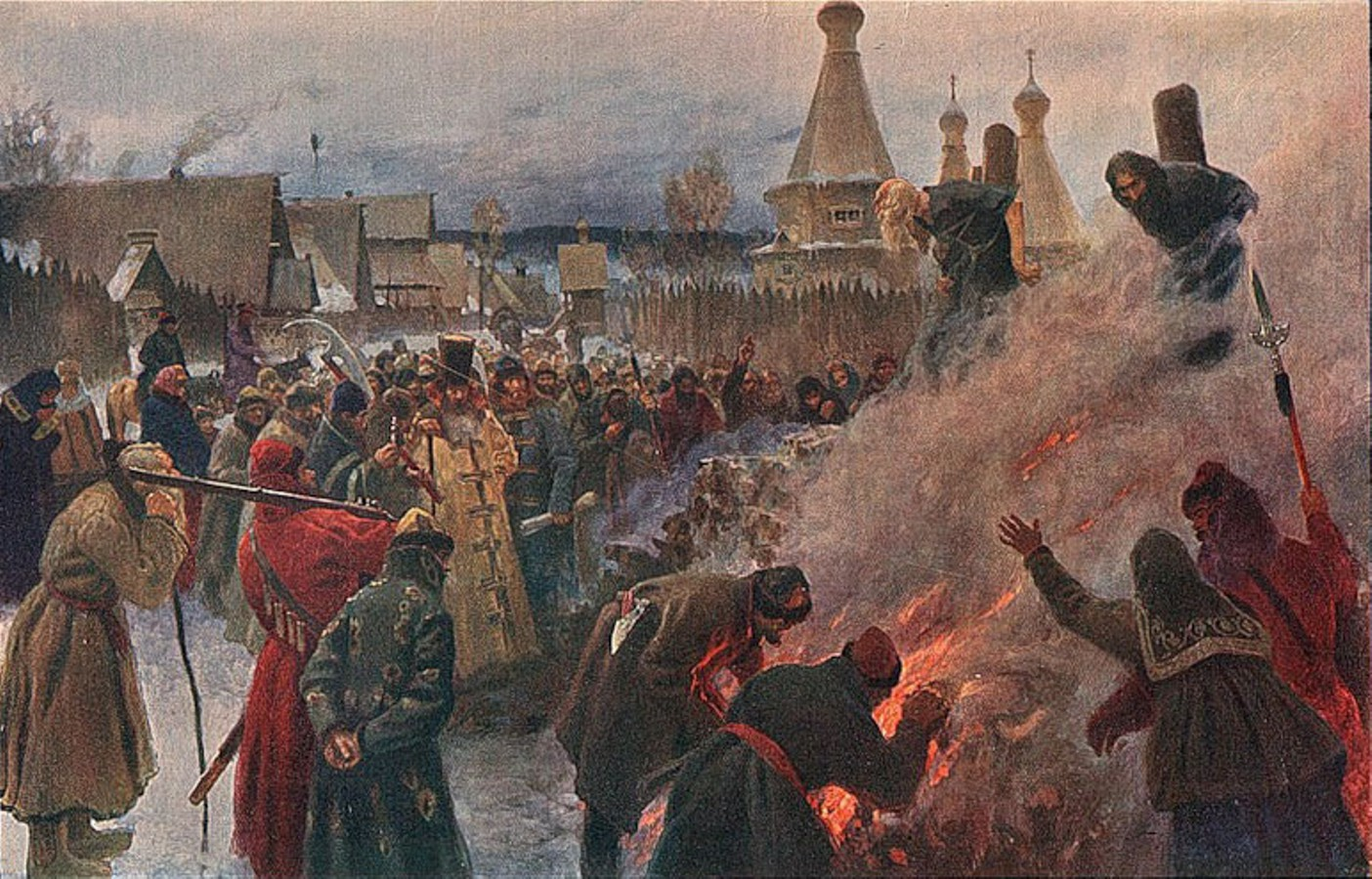
Piotr Miasojedow, Protopop Awwakum na stosie

W miejscu, w którym spłonął, znajduje się obecnie ozdobny drewniany krzyż. Pomimo śmierci Awwakuma grupy odrzucające zmiany kontynuowały swą działalność jako staroobrzędowcy. 
Pośmiertną sławę zapewnił mu także Żywot protopopa Awwakuma, przez niego samego nakreślony. Utwór ten powstał podczas pobytu w więzieniu w Pustoziersku w 1672 roku. Barwna autobiografia Awwakuma mówi o trudach jego uwięzienia i wygnania na daleki wschód Rosji, opowiada o jego przyjaźni i konflikcie z carem Aleksym, praktykach egzorcyzmowania demonów oraz bezgranicznym podziwie dla przyrody i innych dzieł Boga. Zapiski te są jednocześnie nowatorskim utworem literackim, tłumacz polskiego wydania z 1972 roku, Wiktor Jakubowski tak pisze o charakterze dzieła:

Ze skrajnym konserwatyzmem światopoglądowym łączył Awwakum nowatorstwo sztuki pisarskiej, która stanowi o niepospolitym mistrzostwie, z jakim wyzyskał współczesną mu żywą mowę rosyjską, prostymi, nieraz drastycznymi środkami osiągając jędrność i jurność stylu.